# 陈国令
陈国令（1947年6月—），辽宁省庄河市人，中国人民解放军上将，曾任南京军区政治委员。中国共产党第十七届中央委员会委员。
1968年参军，曾任炮兵第10师32团政治委员。1985年，陈升任第16集团军炮兵旅政治委员，不久又先后转任守备第2师政治委员和坦克第4师政治委员，后升任集团军政治部主任。1999年，陈升任集团军政治委员。2001年7月调任第39集团军政治委员。2004年年底升任广州军区副政治委员兼纪律检查委员会书记。2006年升为中将。2007年年中升任南京军区政治委员。2010年7月19日，晋升上将军衔。2012年11月到龄退役。
陈國令是军中有影响的理论家，曾在《解放军报》头版发表文章，支持在军中学习实践三个代表和开展保持共产党员先进性教育活动。